# Bolaños de Campos
Bolaños de Campos es un municipio y localidad española de la provincia de Valladolid, en la comunidad autónoma de Castilla y León. El término municipal, ubicado en la comarca de Tierra de Campos, tiene una población de 254 habitantes (INE 2024). 

## Geografía
La localidad está situada a una altitud de 708 m sobre el nivel del mar. El municipio tiene una superficie de 29,92 km².
| Noroeste: Valdunquillo          | Norte: Valdunquillo        | Noreste: Villavicencio de los Caballeros |
| Oeste: Castroverde de Campos    |                            | Este: Villalán de Campos                 |
| Suroeste: Castroverde de Campos | Sur: Castroverde de Campos | Sureste: Aguilar de Campos               |

Parte de su término municipal se integra dentro de la ZEPA Penillanuras-Campos Sur.

## Demografía
Cuenta con una población de 254 habitantes (INE 2024).

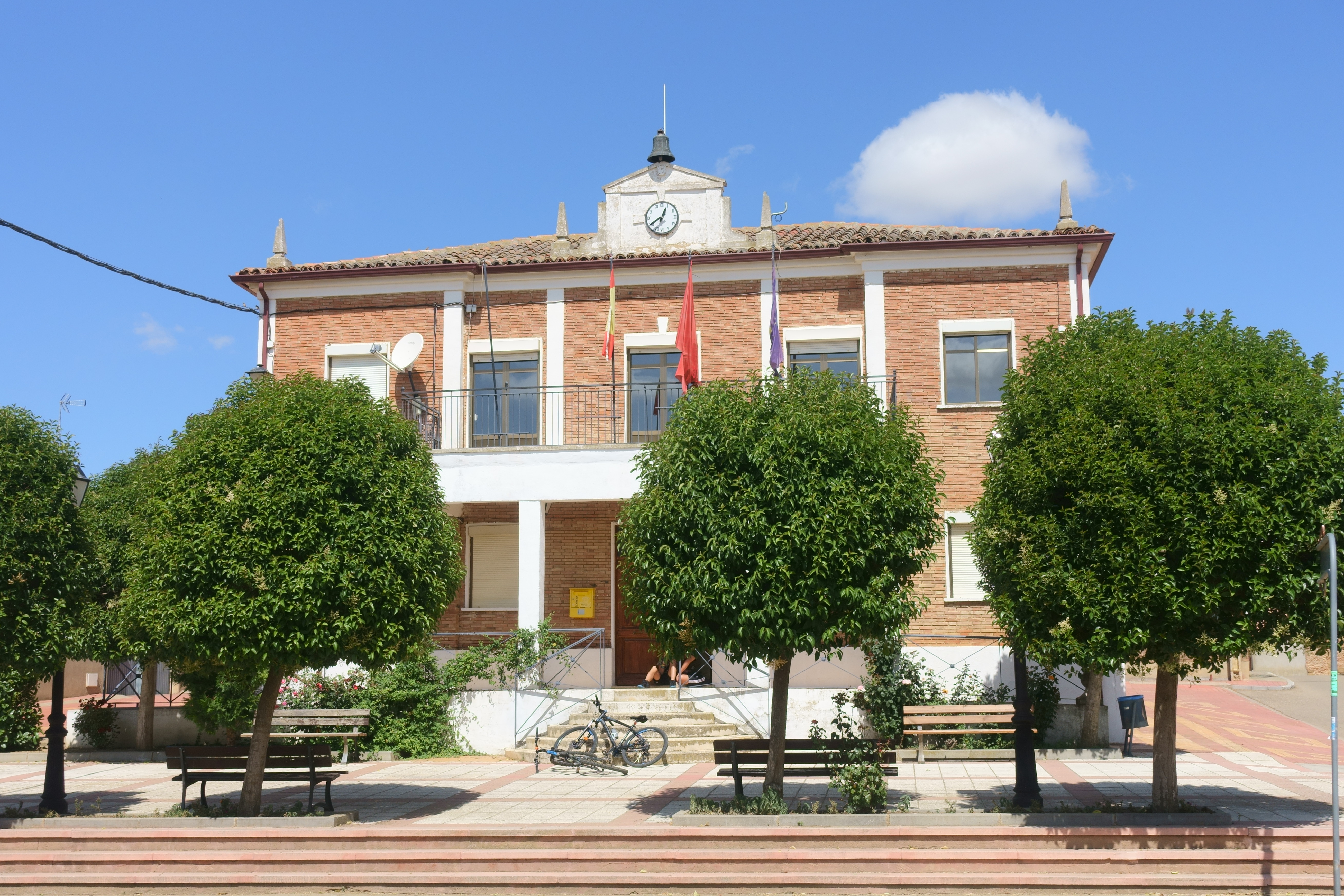
Casa consistorial

| Gráfica de evolución demográfica de Bolaños de Campos entre 1842 y 2021 |
| |
| Población de derecho según los censos de población del INE Población de hecho según los censos de población del INEEn estos censos se denominaba Bolaños: 1842, 1857 y 1860 |

## Patrimonio
- Iglesia parroquial de la Asunción de Nuestra Señora, del siglo XVIII.
- Iglesia de San Miguel, del siglo XVIII. Actual centro cultural de la villa.
- Castillo de Bolaños de Campos, del siglo XIII, llamando comúnmente El palacio, actualmente en ruinas.[5]